# Ойрісюрт
Ойрісю́рт (рос. Ойрисюрт, чув. Уйриçурт) — присілок у складі Красноармійського району Чувашії, Росія. Входить до складу Пікшицького сільського поселення.
Населення — 48 осіб (2010; 58 у 2002).
Національний склад:
- чуваші — 86 %